# Hàn Kiến
Hàn Kiến (giản thể: 韩建; phồn thể: 韓建; bính âm: Hán Jiàn, 855 – 15 tháng 8 năm 912), tên tự Tá Thì (佐時), là một quân phiệt vào cuối thời nhà Đường, sau đó trở thành hạ thần của nhà Hậu Lương. Ông được biết đến nhiều vì đã buộc Đường Chiêu Tông nằm dưới quyền kiểm soát của mình tại Hoa châu từ năm 896 đến 898 và đồ sát các thân vương.

## Khởi đầu sự nghiệp
Hàn Kiến sinh năm 855, tức dưới triều đại của Đường Tuyên Tông, là người Hứa châu. Các tổ tiên của ông, bao gồm cả cha là Hàn Thúc Phong (韓叔豐) nhiều đời phục vụ trong quân đội Đường. Khi Tần Tông Quyền đoạt lấy Thái châu  vào năm 880, ông ta tiến hành mộ binh, Hàn Kiến nhập ngũ.
Năm 881, khi giám quân Dương Phục Quang thuyết phục được Trung Vũ tiết độ sứ Chu Ngập từ bỏ trung thành với Hoàng Sào và quay sang quy phục Đường, Dương Phục Quang cũng thuyết phục Tần Tông Quyền đóng góp binh lính cho nỗ lực trấn áp Hoàng Sào. Dương Phục Quang phân 8.000 quân thành tám đô, khiển các nha tướng Lộc Yến Hoằng (鹿晏弘), Tấn Huy (晉暉), Vương Kiến, Hàn Kiến, Trương Tạo (張造), Lý Sư Thái (李師泰), và Bàng Tùng (龐從) chỉ huy.
Dương Phục Quang qua đời năm 883 khi đang đóng quân ở Hà Trung và vẫn đang giao chiến với Hoàng Sào. Thay vì tiếp tục giao chiến, Lộc Yến Hoằng quyết định đem binh lính đi cướp bóc khu vực. Vương Kiến, Hàn Kiến, Trương Tạo, Tấn Huy và Lý Sư Thái cũng theo Lộc Yến Hoằng. Cũng trong năm 883, Lộc Yến Hoằng chiếm được Hưng Nguyên- thủ phủ của Sơn Nam Tây đạo, trục xuất tiết độ sứ Ngưu Úc (牛勖) và xưng là lưu hậu. Lộc Yến Hoằng bổ nhiệm Hàn Kiến và các tướng Trung Vũ khác làm các thứ sử tại Sơn Nam Tây đạo, song không thực sự cho phép họ đến các châu nhậm chức. Lộc Yến Hoằng đặc biệt nghi ngờ Vương Kiến và Hàn Kiến do họ có quan hệ thân thiết, song vì muốn dỗ dàng họ nên Lộc Yến Hoằng vẫn thường đối đãi tốt. Vương Kiến và Hàn Kiến nhận ra ý định của Lộc Yến Hoằng, và đến mùa thu năm 884, khi Tả Thần Sách trung úy Điền Lệnh Tư bí mật lôi kéo, Vương Kiến, Hàn Kiến cùng với Trương Tạo, Tấn Huy và Lý Sư Thái đã từ bỏ Lộc Yến Hoằng để đến Thành Đô phụng sự Điền Lệnh Tư. Sau khi Hoàng Sào bị đánh bại, Đường Hi Tông trở về Trường An vào năm 885, Hàn Kiến được trao chức Đồng Quan phòng ngự sứ và Hoa châu thứ sử.

## Hoa châu thứ sử
Đương thời, Đại Đường bị phân chia giữa các quân phiệt, hầu hết trong số họ chỉ quan tâm đến việc chiến đấu và đoạt thêm nhiều lãnh thổ. Tuy nhiên, khi giữ chức Hoa châu thứ sử, Hàn Kiến lại khuyến khích những người dân lưu tán vì chiến hỏa đến định cư tại Hoa châu và thúc đẩy sản xuất nông nghiệp. Theo ghi chép, trong khoảng vài năm, cả chính quyền và người dân Hoa châu đều thịnh vượng. Khi đó người đời rất khen ngợi Hàn Kiến cùng Kinh Nam tiết độ sứ Thành Nhuế (成汭).

## Giao chiến với Lý Khắc Dụng
Năm 890, Hàn Kiến được bổ nhiệm giữ chức tiết độ sứ của một quân mới được thành lập là Trấn Quốc (鎮國), quân này chỉ bao gồm Hoa châu và Đồng châu. Năm đó, khi Đường Chiêu Tông tuyên bố thảo phạt Hà Đông tiết độ sứ Lý Khắc Dụng và bổ nhiệm Đồng bình chương sự Trương Tuấn (張濬) làm tổng chỉ huy chiến dịch, Hàn Kiến đã đích thân đến hợp binh với Trương Tuấn và cũng chịu trách nhiệm về tiếp tế. Sau đó, khi quân triều đình và đại quân của Lý Khắc Dụng chạm trán, Hàn Kiến tiến hành tập kích Lý Tồn Hiếu (con nuôi của Lý Khắc Dụng) vào ban đêm, song bị đẩy lui. Sau khi Hàn Kiến chiến bại, binh lính Phượng Tường và Tĩnh Nan tiến hành đào ngũ. Sau khi quân của Lý Khắc Dụng tiếp tục đánh bại Trương Tuấn và buộc quân triều đình phải cố thủ tại Tấn châu, binh lính Bảo Đại và Định Nan cũng từ bỏ quân triều đình, Trương Tuấn và Hàn Kiến trấn thủ Tấn châu với binh lính do Tuyên Vũ tiết độ sứ Chu Toàn Trung phái đến. Lý Tồn Hiếu bao vây Tấn châu, song sau đó thấy việc bao vây một tể tướng là điều không hay nên từ bỏ bao vây và cho phép Trương Tuấn và Hàn Kiến chạy trốn. Để qua Hoàng Hà, họ buộc phải phá bỏ nhà cửa của cư dân địa phương để làm bè. Thất bại này khiến cho quân triều đình rối loạn, song không rõ về thiệt hại của quân Hàn Kiến. Sau đó, Lý Khắc Dụng lại quy phục triều đình song ra điều kiện phải đưa Trương Tuấn và đồng cấp là Khổng Vĩ (孔緯) đi lưu đày, tuy nhiên, cả Trương Tuấn và Khổng Vĩ đều chạy đến Hoa châu để được Hàn Kiến bảo hộ.

## Liên kết đối đầu với triều đình
Năm 891, do nghi ngờ Dương Phục Cung âm mưu làm phản, Đường Chiêu Tông đã khiển binh lính triều đình tiến công phủ đệ của Dương Phục Cung. Dương Phục Cung chạy đến chỗ con nuôi là Sơn Nam Tây đạo tiết độ sứ Dương Thủ Lượng, họ cùng một số con nuôi và cháu nuôi khác của Dương Phục Cung cùng nổi dậy chống triều đình. Vào mùa xuân năm 892, Hàn Kiến cùng Phượng Tường tiết độ sứ Lý Mậu Trinh, Tĩnh Nan tiết độ sứ Vương Hành Du, Thiên Hùng tiết độ sứ Lý Mậu Trang (李茂莊), và Khuông Quốc tiết độ sứ Vương Hành Ước (王行約) cùng thượng tấu cho Đường Chiêu Tông để thỉnh cầu Hoàng đế tuyên bố thảo phạt họ Dương, Đường Chiêu Tông cuối cùng phải chấp thuận. Lý Mậu Trinh đánh bại được họ Dương, họ Dương định chạy đến Hà Đông nương nhờ Lý Khắc Dụng, song trên đường bị các binh sĩ của Hàn Kiến chặn lại và bắt giữ. Hàn Kiến giải họ Dương về Trường An, nơi họ bị hành quyết.
Năm 895, sau khi Hộ Quốc tiết độ sứ Vương Trọng Doanh qua đời, chức vụ tiết độ sứ của quân này trở thành vấn đề tranh chấp giữa con nuôi-cháu trai ruột Vương Kha và con trai Vương Củng của ông ta. Hàn Kiến, Lý Mậu Trinh và Vương Hành Du thượng tấu cho Đường Chiêu Tông để ủng hộ Vương Củng, song Đường Chiêu Tông thấy Lý Khắc Dụng ủng hộ con rể Vương Kha nên từ chối đề xuất của ba người, khiến họ cảm thấy bị sỉ nhục. Vương Hành Du và Hàn Kiến còn tiếp tục thể hiện sự bất mãn bằng việc thỉnh cầu được kiểm soát lưỡng quân Thần Sách quân song bị từ chối. Vào mùa hè năm 895, Hàn Kiến, Lý Mậu Trinh và Vương Hành Du quyết định tiến quân vào Trường An, họ buộc tộc hai Đồng bình chương sự cũ là Vi Chiêu Độ và Lý Hề tham ô, và khi Đường Chiêu Tông từ chối hành quyết hai người này, họ đã tự ý hành động. Họ cũng buộc Đường Chiêu Tông phải hạ chỉ chuyển Vương Kha đến Khuông Quốc, chuyển Vương Củng đến Hà Trung, và chuyển Vương Hành Ước đến Bảo Nghĩa, rồi mới trở về quân của mình.
Các hành động của Hàn Kiến và đồng minh đã khiêu khích Lý Khắc Dụng phải có hành động, Lý Khắc Dụng nhanh chóng vượt qua Hoàng Hà, bao vây Hoa châu. Những lời thỉnh cầu bỏ bao vây của Hàn Kiến ban đầu bị Lý Khắc Dụng bác bỏ, song sau đó do hay tin Lý Mậu Trinh và Vương Hành Du đều muốn bắt Đường Chiêu Tông, Lý Khắc Dụng nhanh chóng tiến về Tĩnh Nan. Lý Khắc Dụng bao vây thủ phủ Bân châu (邠州) của Tĩnh Nan, Vương Hành Du bị thuộc hạ giết trên đường chạy trốn. Lý Mậu Trinh và Hàn Kiến do sợ hãi nên quay sang tỏ thái độ rất phục tùng với triều đình. Tuy nhiên sau khi Lý Khắc Dụng triệt thoái, Lý Mậu Trinh và Hàn Kiến lại trở nên ngạo mạn.

## Kiểm soát Hoàng đế ở Hoa châu
Năm 896, Đường Chiêu Tông mộ thêm tân binh cho cấm binh để giảm bớt áp lực của Lý Mậu Trinh và Hàn Kiến lên triều đình, giao các đội quân cho một số thân vương chỉ huy. Lý Mậu Trinh tuyên bố các thân vương có kế hoạch tiến công mình nên đã huy động binh sĩ tiến về Trường An. Đường Chiêu Tông cầu viện Lý Khắc Dụng, song lần này Lý Khắc Dụng không thể đáp ứng. Khi Lý Mậu Trinh đánh bại Đàm vương Lý Tự Chu (李嗣周) và tiến sát Trường An, Đường Chiêu Tông quyết định đem triều sĩ và các thân vương chạy khỏi kinh sư. Sau đó, Hàn Kiến đã vài lần dâng tấu mời Đường Chiêu Tông đến Trấn Quốc, lập luận rằng nếu Đường Chiêu Tông đến một nơi xa như Hà Đông thì sẽ không bao guờ còn có thể trở về Quan Trung nữa. Đường Chiêu Tông và thuộc hạ cũng do dự trước khoảng cách xa xôi khi đến Hà Đông và quyết định đến Trấn Quốc.
Các Đồng bình chương sự triều đình khi đó là Vương Đoàn (王摶), Tôn Ác (孫偓), và Lục Ỷ) (陸扆) lo sợ Hàn Kiến và không dám quyết định chính sự. Trước tình thế này, Đường Chiêu Tông hạ chỉ yêu cầu Hàn Kiến tham gia vào việc đưa ra các quyết định, song do Hàn Kiến từ chối nên yêu cầu này bị bãi bỏ. Trong khi đó, Thôi Dận (崔胤) uất ức vì từng bị bãi chức theo yêu cầu của Hàn Kiến, vì thế đã cầu viện Chu Toàn Trung; Chu Toàn Trung làm ra vẻ sắp tiến công Hàn Kiến và viết thư cho Hàn Kiến để yêu cầu phục chức cho Thôi Dận, Hàn Kiến lo sợ nên đã chấp thuận.
Đường Chiêu Tông sau đó ban chức Trung thư lệnh cho Hàn Kiến. Hoàng đế bổ nhiệm Tôn Ác là Phượng Tường tứ diện hành doanh đô thống, Hàn Kiến được bổ nhiệm là Kinh Triệu doãn kiêm bả tiệt sứ, chuẩn bị tiến công Lý Mậu Trinh. Tuy nhiên, Hàn Kiến không muốn Hoàng đế tiến công đồng minh của mình, và do Lý Mậu Trịnh trình tấu tạ lỗi, quân triều đình chưa từng chuyển sang thế tiến công.
Trong khi đó, Hàn Kiến lo sợ các binh sĩ cấm binh do các vị thân vương chỉ huy, ông vu cáo họ âm mưu làm phản và còn cho quân lính bao vây hành cung của Đường Chiêu Tông, la hét yêu cầu Hoàng đế tước quyền chỉ huy của các thân vương. Do vậy, Đường Chiêu Tông buộc phải tước bỏ quyền chỉ huy của các thân vương và xử tử Phùng Nhật đô đầu Lý Quân (李筠). Sau đó, Hàn Kiến tiến hành quản thúc các thân vương tại gia, khiến Đường Chiêu Tông trên thực tế không còn binh lính để chỉ huy. Biết rằng Đường Chiêu Tông bất mãn với mình, Vương Kiến đã cố khiến Hoàng đế khuây khỏa bằng việc thúc giục Đường Chiêu Tông lập trưởng tử là Đức vương Lý Hựu làm hoàng thái tử. Đường Chiêu Tông chấp thuận và lập Lý Hựu làm hoàng thái tử (đổi tên thành Lý Dụ). Cũng trong khoảng thời gian này, Hàn Kiến vu cáo hai cận thần của Đường Chiêu Tông là Thái tử chiêm sự Mã Đạo Ân (馬道殷) và Tương tác giám Hứa Nham Sĩ (許巖士) và hành quyết họ, sau đó lại cáo buộc Tôn Ác và Chu Phác (朱朴) câu kết với Mã Đạo Ân và Hứa Nham Sĩ, khiến hai người này bị bãi chức Đồng bình chương sự.
Vào mùa hè năm 897, Đường Hy Tông bổ nhiệm Lý Tự Chu là Phượng Tường tiết độ sứ, song khi Lý Tự Chu tiến đến Phượng Tường, Lý Mậu Trinh từ chối giao lại quyền hành và bao vây Lý Tự Chu cùng binh lính. Chỉ sau khi Hàn Kiến viết thư cho Lý Mậu Trinh, Lý Mậu Trinh từ bỏ bao vây và cho Lý Tự Chu trở về Trấn Quốc, sau đó việc bổ nhiệm được rút lại.
Sau khi Lý Tự Chu trở về Trấn Quốc, Lý Giới Phi (李戒丕) cũng từ Hà Đông trở về. Biết rằng Lý Khắc Dụng sẽ không can thiệp, Hàn Kiến đã yêu cầu giết chết Lý Tự Chu, Lý Giới Phi và các thân vương khác, cáo buộc họ âm mưu làm phản. Đường Chiêu Tông không làm theo đề nghị của Hàn Kiến, song Hàn Kiến và xu mật sứ Lưu Quý Thuật sau đó tự hành động và hành quyết Lý Tự Chu, Lý Giới Phi, và chín vị thân vương. Hàn Kiến gửi lời đe dọa cho Khuông Quốc tiết độ sứ Lý Kế Đường (李繼瑭)- con nuôi của Lý Mậu Trinh, Lý Kế Đường lo sợ và chạy về Phượng Tường, Hàn Kiến đoạt được Khuông Quốc. Đường Chiêu Tông do đó ban thêm cho Hàn Kiến chức Khuông Quốc tiết độ sứ.
Chu Toàn Trung liên tục xin Đường Chiêu Tông hãy chuyển đến Lạc Dương, Lý Mậu Trinh và Hàn Kiến lo sợ rằng Chu Toàn Trung sẽ tiến công về phía tây nên đã quyết định tu sửa lại cung điện ở Trường An để đưa Đường Chiêu Tông về kinh sư. Họ cũng thiết lập hòa bình với Lý Khắc Dụng. Việc trùng tu cung điện hoàn tất vào mùa xuân năm 898, Hàn Kiến đích thân đến Trường An để xem xét. Vào mùa thu năm 898, Đường Chiêu Tông và triều đình trở về Trường An, Hàn Kiến ở lại Trấn Quốc. Đường Chiêu Tông ban cho Hàn Kiến chức Thái phó, đổi Hoa châu thành Hưng Dức phủ, cho Hàn Kiến làm phủ doãn. Hoàng đế cũng tiến phong cho Hàn Kiến tước Hứa quốc công, lại ban cho thiết khoán- tức khế ước miễn tử.

## Quy phục Chu Toàn Trung
Năm 901, Đường Chiêu Tông được phục vị sau khi bị các hoạn quan phế truất vào năm trước, Thôi Dận đã đề xuất Đường Chiêu Tông đồ sát các hoạn quan. Tin tức này đến tai Hàn Toàn Hối (韓全誨) và Trương Ngạn Hoằng (張彥弘), họ lo sợ sẽ bị giết nên đã liên minh với Lý Mậu Trinh và cố gắng loại bỏ Thôi Dận. Thôi Dận lo sợ rằng các hoạn quan sẽ giết mình nên thỉnh cầu Chu Toàn Trung đem quân đến Trường An. Hay tin Chu Toàn Trung tiến quân, Hàn Toàn Hối và Trương Ngạn Hoằng buộc phải đưa Đường Chiêu Tông đến Phượng Tường.
Trong khi đó, khi quân của Chu Toàn Trung tiến gần, thủ hạ của Hàn Kiến là Khuông Quốc lưu hậu Tư Mã Nghiệp (司馬鄴) đầu hàng và dâng Khuông Quốc cho Chu Toàn Trung. Chu Toàn Trung khiển Tư Mã Nghiệp trở lại Trấn Quốc để truyền đi thông điệp rằng nếu Hàn Kiến không chịu đầu hàng thì Chu Toàn Trung sẽ tiến công. Hàn Kiến lo sợ và khiển tiết độ phó sứ Lý Cự Xuyên (李巨川) đi thỉnh hàng. Cựu Đồng bình chương sự Trương Tuấn (張濬) gặp Chu Toàn Trung và thuyết phục ông ta rằng Hàn Kiến từng có một hời gian dài liên kết với Lý Mậu Trinh, vì thế cần phải loại bỏ. Khi Chu Toàn Trung gặp Hàn Kiến và quở trách ông vì các hành động trong quá khứ, ông đã đổ lỗi cho Lý Cự Xuyên. Chu Toàn Trung xử tử Lý Cự Xuyên và tha cho Hàn Kiến. Tuy nhiên, vì muốn loại bỏ Hàn Kiến khỏi chính trường, Chu Toàn Trung bổ nhiệm Hàn Kiến là Trung Vũ tiết độ sứ và chuyển Trung Vũ tiết độ sứ Triệu Hứa (趙珝) đến Khuông Quốc. Theo ghi chép thì một lượng lớn số tô thuế mà Hàn Kiến thu được và giữ lại khi Đường Chiêu Tông ở tại Hoa châu (Hưng Đức phủ lúc này bị bãi bỏ) nay rơi vào tay Chu Toàn Trung.
Chu Toàn Trung sau đó bao vây Phượng Tường, và vào năm 903, Lý Mậu Trinh đã phải giao Đường Chiêu Tông cho Chu Toàn Trung và đề nghị hòa bình. Nắm Hoàng đế trong tay, Chu Toàn Trinh bắt đầu tính đến chuyện soán vị, thoạt đầu buộc Đường Chiêu Tông giết Thôi Dận và dời đô đến Lạc Dương. Trên hành trình đến Lạc Dương, Đường Chiêu Tông dừng chân tại Hoa châu và ở lại một thời gian. Vào một thời điểm, Chu Toàn Trung đến gặp Đường Chiêu Tông cùng với Hàn Kiến và cùng dự một bữa tiệc. Tuy nhiên, trong bữa tiệc Hàn Kiến dẫm lên chân Chu Toàn Trung và cảnh báo rằng Đường Chiêu Tông có thể có kế hoạch ám sát ông ta, do đó Chu Toàn Trung đã cắt ngắn buổi tiệc và rời đi. Chu Toàn Trung do đó cảm kích Hàn Kiến. Sau này, Chu Toàn Trung quy vùng Quan Trung thành Hựu Quốc quân, trị sở tại Trường An, và bổ nhiệm Hàn Kiến làm Hựu Quốc tiết độ sứ.. Tuy nhiên, vào năm 906, lo ngại Hàn Kiến sẽ lại cộng tác với Lý Mậu Trinh, Chu Toàn Trung chuyển Hàn Kiến đến Bình Lô và chuyển Bình Lô tiết độ sứ Vương Trọng Sư (王重師) đến Hựu Quốc.

## Thời Hậu Lương
Năm 907, Chu Toàn Trung buộc Đường Ai Đế phải thiện nhượng cho mình, chấm dứt triều Đường và mở đầu triều Hậu Lương, bản thân trở thành Hậu Lương Thái Tổ. Hậu Lương Thái Tổ hạ chỉ bổ nhiệm Hàn Kiến giữ chức Tư đồ, Đồng bình chương sự, và đến năm 908 thì ban cho Hàn Kiến chức Thị trung, kiêm Kiến Xương cung sứ. Vào thời điểm này, Hậu Lương Thái Tổ thường xuyên trở nên hung bạo và vượt quá giới hạn, và chỉ có rất ít quan lại dám đề xuất với ông ta. Tuy nhiên, Hàn Kiến nằm trong thiểu số này, và Thái Tổ đánh giá cao lời khuyên của Hàn Kiến. Tuy nhiên, vào năm 909, Hàn Kiến bị giáng làm Thái bảo. Năm 910, sau khi tên của Trung Vũ và Khuông Quốc được hoán đổi từ năm 908,. Hàn Kiến được bổ nhiệm giữ chức Khuông Quốc tiết độ sứ (tức ở Trung Vũ quân khi trước).
Năm 912, Dĩnh vương Chu Hữu Khuê ám sát phụ hoàng, sau đó tức vị. Sau cái chết của Hậu Lương Thái Tổ, các đội quân khắp lãnh thổ Hậu Lương trở nên bối rối, song Hàn Kiến không có biện pháp nào phòng ngừa biến loạn tại Khuông Quốc. Không lâu sau, Mã bộ đô chỉ huy sứ Trương Hậu (張厚) tiến hành binh biến và giết chết Hàn Kiến. Con của Hàn Kiến là Hàn Tùng Huấn (韓從訓) - người được Chu Hữu Khuê cử đến Khuông Quốc để thông báo tin tức về việc Thái Tổ băng hà - cũng bị giết chết trong binh biến.